# Penelope obscura
La pava de monte  o pava oscura (Penelope obscura) es una especie de ave galliforme de la familia Cracidae propia de Argentina, Brasil, Paraguay, Uruguay y Bolivia. La especie está clasificada como "común" según la UICN; sin embargo, su población se encuentra en disminución debido a la destrucción de su hábitat y a la caza insostenible.

## Historia natural
Su hábitat son los montes templados y subtropicales o selvas tropicales húmedas de bajas altitudes, y la montaña subtropical o tropical húmeda. Habitan en bosques serranos y generalmente se encuentran sobre los árboles. No presentan dimorfismo sexual y se caracterizan por emitir un potente grito. Se alimenta de invertebrados, semillas y frutos.
Contribuye en la dispersión de semillas. No posee subespecies. En Uruguay se cree que su grito es el que advierte de la cercanía de algún carpincho, y que también los llama.